# Chiesa di San Giorgio Martire (Treviolo)
La chiesa di San Giorgio Martire è la parrocchiale di Treviolo, in provincia e diocesi di Bergamo; fa parte del vicariato di Dalmine-Stezzano.

## Storia
La prima menzione di una chiesa a Treviolo, citata con il titolo di basilica sancti Georgii, risale al 929. La chiesa dipendeva dal cattedrale di Sant'Alessandro in Colonna, posta in via Borgo Canale. Sicuramente era una struttura in stile romanico dal classico orientamento liturgico. 
Originariamente era una piccola cappella posta a fianco del castello cittadino, posta nella medesima località dove poi fu edificato l'edificio più ampio. Non vi si amministravano i sacramenti ma solo le funzioni liturgiche domenicali. Gli abitanti per ricevere il battesimo dovevano recarsi nella chiesa alessandrina di Bergamo. In una pergamena del 1174 si evince che era dotata di fonte battesimale e citata come Ecclesia Sancti Georgij de Treviolo, aveva quindi perso il nome di basilica. Secondo gli storici questo confermerebbe la sua raggiunta autonomia parrocchiale con i diritti annessi. Con la costituzione delle plebanie suburbane, la chiesa fu aggregata alla pieve rurale di Lallio. La parrocchia era sicuramente servita da un parroco proposto e da alcuni chierici, vi è documentata la presenza dal 1330 di un certo “Fedricus”, indicato in un atto notarile. L'archivio conserva i registri anagrafici solo dal 1492 anno in cui la chiesa fu visitata del vescovo di Bergamo Lodovico Donà. L'archivio conserva anche la cronotassi dei parroci che si susseguirono raccontandone la storia sia della chiesa che i fatti storici salienti come la peste del 1630, che provocò la morte di molti fedeli compreso l'allora parroco don Romano de Romanis.
La prima descrizione dell'edificio è inserita negli atti della visita pastorale del vescovo Pietro Lippomano del 1520. La chiesa non era molto grande e completa di tre altari di cui quello maggiore dedicato al santo titolare e i due laterali a sant'Anna e alla Madonna.
Dalla relazione della visita pastorale del 1575 s'apprende che i fedeli erano soltanto 350, saliti a 633 nel 1666. Dagli atti del Borromeo si evince che vi era stato aggiunti due ulteriori altari dedicati a san Rocco, all'Immacolata Concezione. L'antico altare della Madonna presentava le corde dei pesi dell'orologio posto sulla torre campanaria. Nei documenti della visita vi è anche un'importante descrizione della canonica, uno degli edificio più antichi della località. Questo viene indicato come Domus ecclesiae pro rectoris habitatione est ad ecclesia per 50 passus in circa et satis comoda […]. Si trovava quindi a 50 passi dalla chiesa, era disposta su due piani colelgati da una scala esterna.  Fu la visita di Gregorio Barbarigo che denunciò la situazione di cattivo stato della chiesa chiedendone la demolizione e la costruzione di una nuova. Questo comportò la necessità di avere un altro edificio di culto da usare provvisoriamente, e la presenza, già in costruzione, di un nuovo campanile in prossimità. Nel 1626 iniziarono i lavori di costruzione della chiesa che furarono cinquant'anni terminando nel 1704, con l'avvio dei lavori di decorazione.
La consacrazione fu impartita il 12 giugno 1740 dal vescovo Antonio Redetti. Nel 1880 venne rifatto il pavimento e la l'ammodernamento della parte absidale con la posa del nuovo altare in marmo opera di Andrea Galletti, e furono chiuse le due finestre del presbiterio. Nel 1923, modificata la guglia del campanile. L'edificio fu ristrutturato nel 1927. Nel 1971 la parrocchia di Treviolo passò alla zona pastorale X, per poi essere aggregata al neo-costruito vicariato di Dalmine-Stezzano nel 1979. Nel 1984 furono restaurati il tetto e la facciata.

## Descrizione

### Esterno
L'edificio di culto è anticipato da un ampio sagrato con pavimentazione in ciottolato completa di lastre in pietra che formano un disegno geometrico e dal classico orientamento liturgico con abside a est. Il printe principale è tripartito da quattro lesene in pietra complete di basamento e terminati con capitelli. Queste reggono il cornicione con gocciolatoio e il timpano modanato a ogiva risalente al XVIII secolo. Il timpano ospita la statua della Vergine ed è coronato dalle statue dei santi Paolo e Pietro con tre angeli.
Il portale in marmo è posto nella sezione centrale e presenta due colonne barocche con basi e capitelli che reggono il timpano spezzato dove è conservata la statua di san Giorgio che uccide il drago. La parte superiore ha un'apertura rettangolare atta a illuminare l'interno e due nicchie laterali con le statue dei santi Antonio e Luigi. Le due lesene laterali terminano con le statu di santi.

### Interno
L'interno, a un'unica navata, è diviso in quattro campate da lesene complete di basamento e coronate da capitelli ionici che reggono la trabeazione e il cornicione dove s'imposta la volta a botte. Tre cappelle per lato si affacciato all'aula inserite in uno sfondato a tutto sesto. La prima campata conserva affreschi mentre nella seconda vi è l'altare dedicato a sant'Antonio e corrispondente a destra quello di Cristo portacroce. Gli ingressi laterali sono inseriti nella terza campata mentre la quarta ospita l0altare della Madonna a sinistra e corrispondente a destra quello dedicato all'educazione di Maria Bambina. 
La zona del presbiterio anticipata dall'arco trionfale, è rialzata da tre gradini e di misura inferiore rispetto alla navata. La parte termina con il coro absidato coperto da catino.
La chiesa conserva alcune tele provenienti dall'antica chiesa: Esaltazione della croce opera di Gian Paolo Cavagna,San Giorgio che uccide il drago di Girolamo Griffoni, Salita al calvario Jacopo Palma il Giovane. La volta della navata conserva gli affreschi di Vincenzo Angelo Orelli. Del medesimo artista si conservano affreschi posti nella canonica. Vi sono inoltre tre tele del clusonese Lattanzio Querena raffigurante Gesù caccia i profanatori del tempo, Vergine che consegna lo scapolare al beato Simone Stock e San Girolamo Miani che distribuisce il pane agli orfanelli.
La torre campanaria posta a destra della chiesa in blocchi di pietra si sviluppa in quattro sezioni. Nella quarta sezione è conservato l'orologio. Segue la cella campanaria e termina con la guglia dove è posta la statua in rame raffigurante san Giorgio che uccide il drago. L'8 luglio 2021 forti correnti d'aria accompagnate da copiosa pioggia e grandine, ha fatto crollare la statua del santo che rovinando al suolo non ha però causato danni a persone o cose.